# Седановское муниципальное образование
Седановское муниципальное образование — муниципальное образование со статусом сельского поселения в 
Усть-Илимском районе Иркутской области России. Административный центр — поселок Седаново.

## Демография
По результатам Всероссийской переписи населения 2010 года 
численность населения муниципального образования составила 1529 человек, в том числе 767 мужчин и 762 женщины.

## Населенные пункты
В состав муниципального образования входит один населенный пункт (до 2024 года — два).
- Седаново

В 2024 году упразднён
- Ковинский[3].